# Faisselle
Pour l'ustensile du même nom, voir Faisselle (ustensile).
La faisselle est une appellation générique française désignant du fromage frais généralement au lait cru qui tire son nom du moule à fromage dans lequel il s'égoutte : la faisselle.

## Élaboration
Il s'élabore et se nomme ainsi dans le Centre de la France mais, du fait de son appellation non protégée, l'industrie laitière peut en produire partout.

## Composition
C'est un fromage à pâte fraîche à base de lait de vache, de chèvre ou de brebis, d'un poids moyen de 500 g à 1 kg.

## Consommation
La faisselle se consomme souvent comme entrée ou dessert, salée (avec du sel, du poivre, de la ciboulette, du persil plat, de l'ail ou de l'échalote, de l'huile d'olive), ou sucrée (avec du sucre, de la confiture ou du miel). Elle peut s'employer dans de nombreuses préparations culinaires : tartes et gâteaux par exemple. Elle peut toutefois se consommer nature.
La faisselle se prête à différentes compositions comme :
- Faisselle et minestrone de fruits au piment d'Espelette.
- Mini-poivrons farcis à la faisselle et aux poivrons confits.
- Faisselle fraîche, compotée de poivrons rouges au piment d'Espelette.
- Faisselle et sa garniture de légumes crus et cuits.
- Faisselle de chèvre à la compotée de pommes et au miel.
- Gâteau à la faisselle et gelée de cassis.
- Gâteau à la faisselle, à l’amande et à la fleur d’oranger.